# Worms (serie)
Worms è una serie di videogiochi per computer e console sviluppata da Team17 Software. Ogni giocatore controlla una piccola truppa (squadra) di vermi in uno scenario casuale e deformabile (con le esplosioni dei vari tipi di armi), e si scontra con le altre squadre controllate dal computer o da altri giocatori.
Il gioco, concepito da Andy Davidson, è stato definito dalla stampa videoludica dell'Amiga come un incrocio tra Cannon Fodder e Lemmings. È parte del più ampio genere delle varianti di Artillery, basato su combattimenti a turni con armi influenzate dalla forza di gravità.

## I giochi nella serie
La serie Worms consiste in molti giochi, che possono essere categorizzati in differenti generazioni in base al motore di gioco sul quale sono basati:
| Grafica bidimensionale                                                                                | Grafica bidimensionale                                                | Grafica bidimensionale | Grafica tridimensionale                                                                                      |
| Prima generazione                                                                                     | Seconda generazione                                                   | Terza generazione | |
| --- | --------------------------------------------------------------------- | --- | --- |
| - Worms (1995) - Worms Reinforcements (1995) - Worms United (1996) - Worms: The Director's Cut (1997) | - Worms 2 (1998) - Worms Armageddon (1999) - Worms World Party (2001) | - Worms: Open Warfare (2006) - Worms (2007) - Worms: Open Warfare 2 (2007) - Worms: Verm'Odissea nello Spazio (2008) - Worms 2: Armageddon (2009) - Worms: Reloaded (2010) - Worms: Battle Islands (2010) - Worms: Revolution (2012) - Worms for Facebook (2012-2013) - Worms: Clan Wars (2013) - Worms: Battlegrounds (2014) - Worms W.M.D (2016) | - Worms 3D (2003) - Worms Forts: Under Siege (2004) - Worms 4: Mayhem (2005) - Worms: Ultimate Mayhem (2011) |

Le edizioni multilingue di Worms, Worms 2 e Worms Pinball sono state pubblicate anche insieme in The Full Wormage, raccolta di tre CD-ROM per Windows.

## Descrizione del gioco
Lo scenario può essere predisegnato o generato casualmente, a seconda del tipo di partita. È completamente deformabile e può essere radicalmente alterato dall'uso di armi, e questo spesso costringe i giocatori a rivedere i loro piani e adottare nuove strategie per adattarsi ai cambiamenti.
Ogni giocatore controlla una squadra di alcuni vermi. Durante il corso del gioco, i giocatori si alternano a turni usando un verme alla volta. Dopo aver selezionato il loro verme (la selezione può essere forzata a seconda della modalità di gioco), usano qualsiasi oggetto e arma a disposizione per attaccare e uccidere i vermi degli avversari, per poi vincere la partita. I vermi si possono muovere sul terreno in vari modi, normalmente camminano e saltano ma possono anche usare oggetti particolari come il Bungee (da "Bungee jumping") o la Corda Ninja, per muoversi in zone altrimenti inaccessibili. Ogni turno ha un tempo limitato per assicurare che i giocatori non fermino il gioco pensando troppo a lungo alle mosse.
Sono disponibili più di 50 armi e oggetti, ma di solito si gioca con un arsenale meno esaustivo. Le impostazioni di ogni arsenale personalizzato sono salvate in schemi per una facile selezione in partite future.
I giocatori più anziani hanno sviluppato e ridefinito un gran numero di schemi molto differenti e inusuali, che non si limitano al classico "l'ultimo verme che rimane in piedi vince". Questi tipi di schema sono più prevalenti nelle versioni 2D del gioco, a causa della limitata abilità di personalizzazione nelle varianti 3D.
Alcuni schemi di gioco permettono, tra le altre cose, casse di rinforzi che vengono paracadutate sullo scenario, dalle quali si possono ottenere armi addizionali; e la Sudden Death (morte improvvisa) dove il gioco è forzato a una conclusione dopo l'esaurirsi del tempo limite. Alcune impostazioni permettono di includere nel terreno oggetti come mine, che esplodono al passaggio di un verme, e barili esplosivi, che esplodendo provocano una quantità considerevole di danni ai vermi nelle vicinanze.
Molte armi, quando usate, causano esplosioni che deformano il terreno, rimuovendo parti circolari. Il terreno di gioco è un'isola galleggiante sull'acqua, o una grotta ristretta con l'acqua sotto il fondo (quest'ultima non è disponibile nelle versioni 3D a causa delle limitazioni imposte dalla telecamera). Un verme muore quando cade nell'acqua, o quando la sua vita viene ridotta, tipicamente dal contatto con le esplosioni, a zero.

## Armi e oggetti
La serie Worms è particolarmente notevole per la sua ricca varietà di armi. Ogni volta che viene pubblicato un nuovo gioco, vengono aggiunte nuove armi, anche se molte sono state rimosse nell'evoluzione al motore grafico 3D per ragioni di gioco. Come risultato, la serie 2D ha accumulato 60 armi, e la serie 3D circa 40 armi.
Le armi disponibili nel gioco vanno dalla semplice granata al missile guidato, alla pecora esplosiva e all'altamente distruttiva Bomba Banana, entrambe le quali sono sempre apparse in tutti i giochi fin dai primi Worms. Più recentemente, la serie Worms ha conosciuto armi come la Granata Sacra, il Vaso Ming e l'Asino Cemento.
Alcune delle bizzarre armi in un particolare gioco sono basate su avvenimenti tipici al tempo della pubblicazione del gioco. L'attacco di lettere, per esempio, che consiste in un aereo postale che lancia lettere esplosive, è un riferimento agli attacchi postali del tempo, mentre la Mucca pazza si riferisce all'epidemia omonima in Inghilterra degli anni novanta. Il test nucleare francese, introdotto in Worms 2, è stato anche aggiornato al test nucleare indiano in Worms Armageddon per stare al passo con i tempi.
Molte "armi" sono in realtà pensate per aiutare il giocatore come utilità più che provocatrici di danni. Oltre a Corda Ninja e Bungee sopra citati, abbiamo paracadute, attrezzi per scavare, travi per costruire ponti o ripari, teletrasporto, ecc.
Dalla pubblicazione di Worms Armageddon, sono state classificate come oggetti. Questa classificazione differisce principalmente nel fatto che non si trovano nelle casse ordinarie delle armi, ma invece appaiono nelle cassette degli attrezzi. Comunque, molti oggetti sono stati lasciati nella classificazione sbagliata, per la convenienza degli shortcut da tastiera. Una classificazione adeguata è stata introdotta in Worms 3D.

### Armi principali
Una breve descrizione delle armi principali di Worms, con relativi punteggi in termini di danno al verme.
Il danno causato è indicativo e può essere notevolmente potenziato da mine e/o barili di petrolio presenti nelle vicinanze.
- Bazooka: arma molto potente, è sempre disponibile, fin dall'inizio. È influenzata dal vento e prosegue in linea retta verso l'obiettivo. Danno massimo: 50.
- Mortaio: come il bazooka ma con danno diretto più basso mentre l'esplosione rilascia ulteriori colpi. Danno massimo: 50.
- Granata: granata (o bomba a mano) da lancio. Danno massimo: 50.
- Granata a grappolo: simile alla precedente, quando esplode escono 5 frammenti a pioggia che colpiscono a loro volta. Danno massimo: 55.
- Mina: può esser piazzata nelle vicinanze di un verme, esplode dopo 3 secondi. Danno massimo: 45.
- Pistola: spara 6 colpi. Danno massimo: 15 a colpo.
- Fucile a pompa: un'arma che ha due colpi per turno. Il diritto al secondo si perde se col primo ci si ferisce. Danno massimo: 25 a colpo.
- Uzi: mitragliatore impreciso, che dà forte spinta al verme colpito. Danno massimo: 40.
- Mitragliatore: più potente del precedente Uzi, spara una raffica di colpi. Direzionabile durante il colpo. Danno massimo: 50.
- Missile radioguidato: un missile che segue il punto precedentemente indicato, ma non aggira automaticamente eventuali ostacoli. Danno massimo: 50.
- Piccione torna-a-casa: come il missile uomo, ma procede a zig zag ed è più preciso. Può evitare semplici ostacoli. Danno massimo: 50.
- Attacco aereo: una volta fissato un punto a piacere, 5 missili piovono dal cielo con fragore. Attacco molto potente, non è influenzato dal vento e permette l'esecuzione anche da vermi in posizioni scomode o inaccessibili. Danno massimo: 50.
- Attacco al napalm: come per il precedente attacco aereo si fissa un punto e viene rilasciato dal cielo una striscia infuocata di Napalm, che brucia il terreno e scalda i vermi nemici. Molto sensibile al vento. Danno massimo: 50.
- Mazza da baseball: il verme indossa cappellino e mazza e può colpire l'avversario a distanza ravvicinata, scagliandolo molto lontano. Se il colpo riesce a mandare l'avversario in mare, il verme può anche eseguire vari balzelli sull'acqua per poi inabissarsi, con la classica musichetta dell'home run. Danno massimo (nel caso il verme non voli in acqua): 30.
- Arco e freccia: il verme si mette il copricapo di Robin Hood e infilza gli avversari. Due colpi consentiti. In alcuni casi (rari) e se ben posizionate, le frecce possono fungere da scala a pioli. Danno massimo: 15 a colpo.
- Molotov: una bottiglia piena di benzina viene lanciata dal verme contro gli avversari. Il danno dipende da quante volte l'avversario viene scottato dalle fiamme. Dura per più turni. Danno massimo: 5/20.
- Puzzola: viene liberata una puzzola che, dopo qualche secondo, inizia a liberare i suoi mefitici gas. I vermi s'ammalano, tremano e si colorano di un'aura verdognola. L'effetto tossico è permanente, i vermi colpiti perdono 5 punti vita ogni turno fino ad un minimo di 1.
- Cerbottana: una cerbottana dotata di proiettili avvelenati. Ha lo stesso effetto della puzzola, ma può essere usata a distanza e ha un solo colpo per turno.
- Torcia infuocata: utile per aprirsi vari tunnel nel paesaggio per raggiungere determinati punti con bonus o nemici. Se colpisce un verme avversario si scotta e perde 5/10 punti vita.
- Pugno di fuoco: un pugno infuocato contro il verme nemico. Danno massimo: 30.
- Dragon Ball: un'onda energetica che scaglia lontano l'avversario. Danno massimo: 30.
- Spintarella: si tratta di una banale spinta a breve distanza. Utile con avversari vicino a precipizi, dirupi e soprattutto sporgenti sul mare. Un'"arma" usata dai giocatori esperti per prendersi gioco dell'avversario. Danno: 0.
- Kamikaze: il verme si suicida lanciandosi con tutta la forza contro il nemico, aprendosi addirittura un varco nello scenario.
- Kamikaze venefico: il verme selezionato esploderà, facendo ammalare tutti i vermi a lui vicini.
- Terremoto: un vero e proprio terremoto colpisce l'isola di combattimento scuotendo tutto e tutti. Alcuni vermi cadono in acqua, altri possono finire sulle mine.
- Morte improvvisa: l'acqua inizia a salire, annegando i vermi ai piani bassi e costringendo le squadre a soluzioni rapide per concludere la partita il prima possibile.
- Bandiera bianca: il team si arrende e dichiara partita vinta all'avversario.

### Attacchi speciali
Questi attacchi speciali sono disponibili in numero molto limitato nel gioco ma causano danni elevati e sono molto coreografici. Ecco una breve rassegna:
- Bomba Banana: simile alla granata a grappolo, quando la banana principale esplode ne rilascia altre cinque con la stessa potenza. Molto potente, devasta interi scenari in pochi secondi. Rimbalza con estrema facilità. Danno massimo: 150.
- Bomba Super Banana: simile alla precedente, ma esplode a comando. Danno massimo: non decifrabile
- Granata Sacra: ha un crocifisso in testa: rimbalza come le granate normali ed esplode dopo 3 secondi (preceduta da un ironico Alleluia), causando crateri enormi e sbalzando i vermi ad enormi distanze. L'arma "granata sacra" è una citazione dal film dei Monty Python intitolato Monty Python e il Sacro Graal in cui appunto compare la granata sacra di Antiochia. Allo stesso film si può ricollegare anche l'uso a scopo offensivo del lancio di animali vivi: re Artù e i suoi vogliono entrare in un castello ma vengono respinti tramite il lancio di vacche ed altri animali e oggetti. Danno massimo: 80.
- Dinamite: viene appoggiata e esplode dopo un certo tempo, dando una forte spinta ai vermi vicini. Danno massimo: 75.
- Pecora: una pecorella viene lanciata, quindi corre autonomamente e può anche saltare ostacoli, esplodendo su comando del giocatore. Dopo un tempo massimo prestabilito inizia un conto alla rovescia ed esplode in 5 secondi. Disponibili anche la variante acquatica e super, dove può volare pilotata dal giocatore. Danno massimo: 70.
- Attacco delle pecore francesi: delle pecore infuocate cadono dal cielo, mentre viene fatta suonare la marsigliese.
- Attacco aereo postale: un aereo che sorvola il campo di battaglia sgancia un gruppo di 5 lettere esplosive che, influenzate dal vento, planano sui vermi.
- Pioggia di mine: un aereo che sorvola il campo di battaglia sgancia un gruppo di 5 mine che rimbalzando si disseminano sul terreno.
- Mucca pazza: 3 mucche (ma nel caso venga trovata in un "pacco regalo" le mucche scendono a 2) sfilano una dopo l'altra facendosi esplodere e creando crateri notevoli. Danno massimo: 70 (a mucca).
- Anziana signora: una cara nonnina procede blaterando parole incomprensibili con un timer che la fa esplodere entro 5 secondi (può essere anticipato premendo il tasto azione). Danno massimo: 70.
- Bomba talpa: una simpatica talpa inizia a scavare fino a farsi esplodere in maniera assordante. Danno massimo: 70.
- Pioggia di talpe: un aereo che sorvola il campo di battaglia sgancia un gruppo di 5 talpe che scavano trasversalmente il terreno per danneggiare vermi rifugiati in profondità.
- Lanciafiamme: armato di zainetto apposito e mascherina, il nostro verme colpirà con un fucile lanciafiamme gli avversari, facendoli saltare dalle varie zone infuocate. Danno massimo: 125.
- Asino di cemento: forse una delle armi più famose del gioco, si tratta di un mastodontico asino in cemento (completo di piedistallo) che precipita dal cielo rovinando sullo scenario e sbalzando via i vermi vicini. La sua caduta non si arresta neppure a contatto col suolo, bensì 'scava' un buco finché non raggiunge l'acqua sottostante.
- Armageddon l'arma più potente del gioco, uno sciame di meteore devasta lo scenario, uccidendo spesso tutti i vermi.
- Bilancia della giustizia: i punti vita complessivi di tutti i vermi vengono ridistribuiti equamente tra tutte le squadre e, in ciascuna di esse, equamente tra tutti i vermi. Pertanto se giocata quando si è in svantaggio presenta un doppio effetto: ridurre i punti vita degli avversari e aumentare i propri.
- Pallottola magica: un proiettile autoguidato simile al piccione e al missile, ma estremamente preciso: può infatti superare la maggior parte degli ostacoli, cosa che rende quasi nulle le possibilità di fallimento di quest'arma. Rilascia una scia color arcobaleno dietro di sé.
- Vaso Ming: questo inestimabile vaso ha, come la dinamite, una miccia di 5 secondi, dopodiché esploderà rilasciando alcuni cocci esplosivi che causeranno ulteriore danno.
- Esercito della salvezza: quest'arma è molto simile alla vecchia signora. Quando si premerà il tasto di fuoco spunterà un pupazzo con in mano un tamburello, che camminerà fino ad esplodere per poi rilasciare diversi tamburelli esplosivi.
- Esperimento nucleare indiano: l'utilizzo del test nucleare indiano provocherà l'innalzamento del livello dell'acqua e farà ammalare tutti i vermi presenti, i quali perderanno 2 punti vita per turno.

### Utilità
Le utilità sono nate per semplificare l'esplorazione degli scenari da parte dei vermi. 
- Corda ninja: permette di arrampicarsi, oscillare e raggiungere i punti più ostici. Il suo utilizzo non causa la fine del turno fino a quando non si utilizza un'arma vera.
- Saldatore: permette di scavare attraverso qualsiasi oggetto. Può infliggere danni agli altri vermi e se tocca un barile o una cassa li fa esplodere.
- Spia: il verme si dota della vista a raggi X e permette di vedere in anteprima il contenuto dei vari bonus sullo schermo.
- Martello pneumatico: scava verso il basso, il verme scende con esso.
- Paracadute: permette di cadere lentamente senza subire danni. La traiettoria è parzialmente controllabile ed è molto sensibile al vento.
- Trave: piazza una trave d'acciaio di lunghezza variabile. Può essere anche sospesa nel vuoto, è permanente ma può essere distrutta come il resto dello scenario.
- Jet pack: piccolo jet pack che permette al verme di volare, ma con una scorta limitata di carburante.
- Bassa gravità: abbassa la gravità reale permettendo al verme salti più lunghi e alti, come se fosse sulla Luna.
- Teletrasporto: fa spostare il verme da un punto all'altro dello scenario. Questo però non gli permette di attaccare, per cui deve aspettare il turno successivo.
- Cambio turno: permette di scegliere il verme con cui si desidera attaccare, anziché muoverli in sequenza.
- Cubo di ghiaccio: il verme in questione munito di un simpatico berretto di lana, verrà inglobato in un cubo di ghiaccio indistruttibile per la durata di un turno. Il cubo potrà essere comunque fatto cadere nell'acqua causando la morte del verme.